# 博特夫角

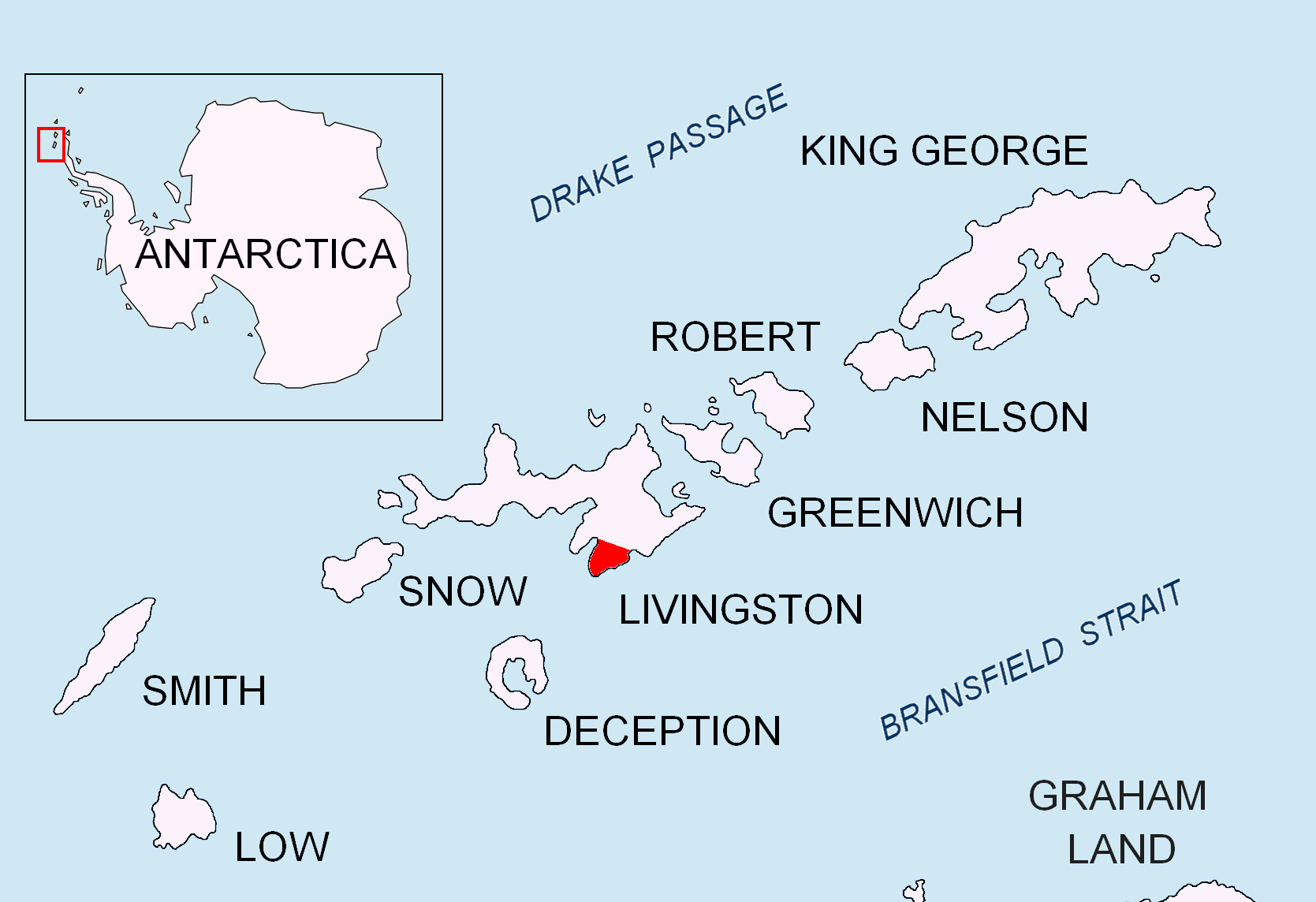

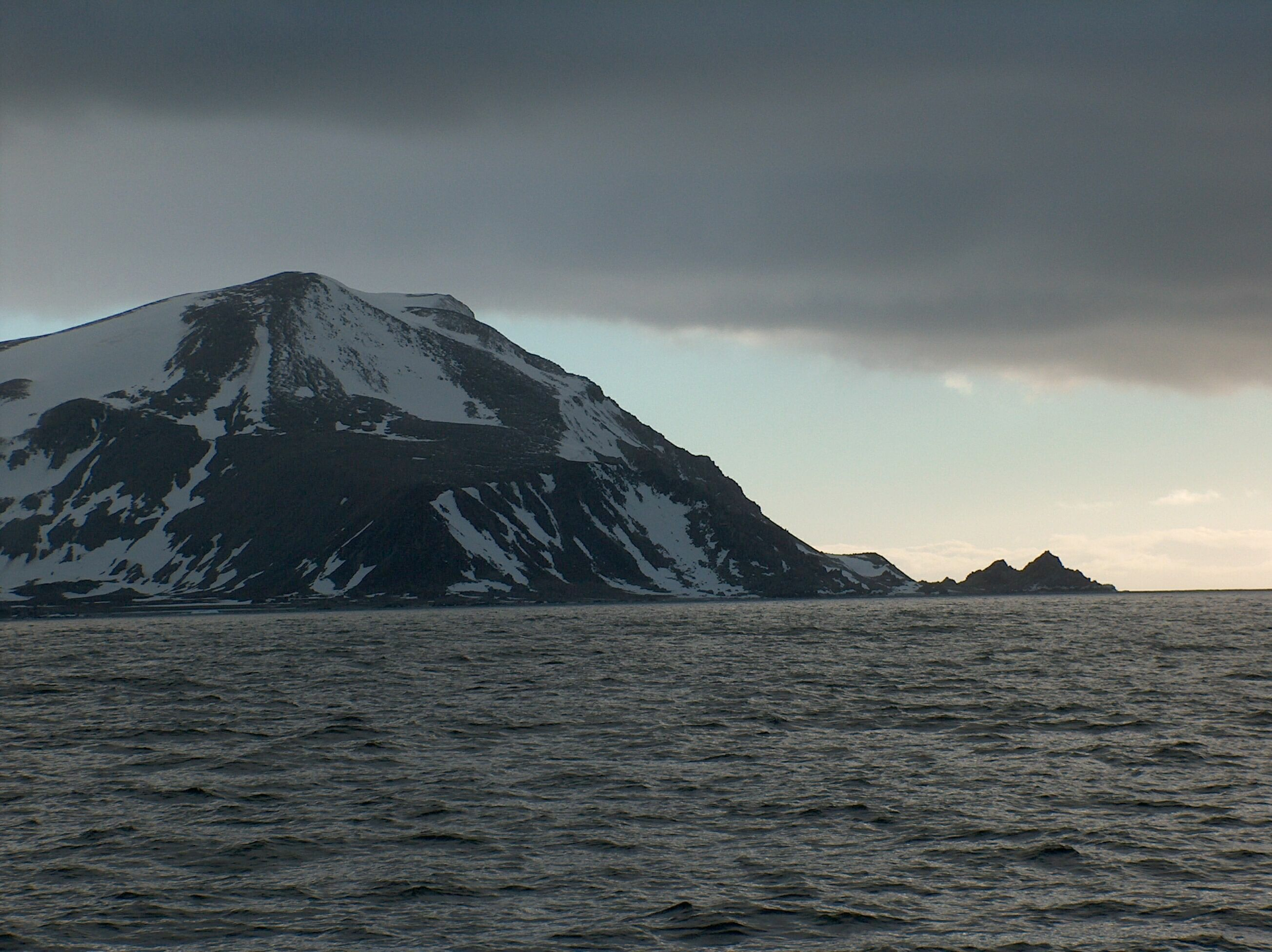

博特夫角是南極洲的海岬，位於南設得蘭群島中利文斯頓島的羅任半島南端，處於巴納德角東南面1.5公里、傑拉角西南面5.1公里和塞繆爾峰西南面9.29公里。
62°45′49.6″S 60°18′46″W / 62.763778°S 60.31278°W

## 外部連結
- SCAR Composite Gazetteer of Antarctica（页面存档备份，存于）.